# Dalla nube alla resistenza
Dalla nube alla resistenza è un film del 1979 diretto da Jean-Marie Straub e Danièle Huillet.

## Trama
La trama è divisa in due parti. Nella prima parte vengono messi in scena personaggi mitologici. Nella prima scena il dialogo tra la Nefele (la Nube) e Issione imposta l'argomento del confine oltre il quale vi è l'impossibilità del rapporto tra mortali ed immortali e del chinare la testa di questi ultimi. Nella seconda scena si trovano Ippolloco e il nipote Sarpedonte, che porta al primo notizie del padre Bellorofonte, perduto nel mondo del mito senza più rapporto alcuno con la realtà della propria storia, deluso del tradimento degli dei che colpisce l'eroe nella vecchiaia. Nella terza scena Edipo e Tiresia recitano di spalle su un carro tirato da due buoi condotti da un terzo uomo di cui non si vede il viso. Edipo, nel cui destino c'è il diventare cieco, fa domande a Tiresia che gli dei accecarono per invidia. Quest'ultimo ridimensiona il ruolo degli dei dicendo che il mondo è più vecchio di loro ed esisteva quando il tempo non era ancor nato. Nella quarta scena avviene il dialogo tra due cacciatori che uccidono il lupo che, dice uno dei personaggi, è in noi tutti. Il dialogo della quinta scena è tra Eracle e Litierse, che fu ucciso e sconfitto dal primo. La sesta scena è quella del padre e del figlio, poveri pastori le cui pecore sono del padrone per cui possono dedicare a Zeus soltanto un semplice falò per allontanare i malanni. Inizia quindi la seconda parte del film incentrata su Nuto e Bastardo, abitanti delle Langhe, che ricordano e discutono della Resistenza.

## Produzione
Presente al 19° Torino Film Festival del 2001 Straub parla di Pavese come del Brecht italiano contestualizzando così la scelta del linguaggio straniante che caratterizza coerentemente tutta la sua opera nonché l'interpretazione di Olimpia Carlisi valutata ammirabile da Serge Daney nel 1979 su Cahiers du cinéma. Anche in Italia, nello stesso periodo, il giudizio su Straub e Huillet si accordava con quello della critica d'oltralpe e il regista veniva considerato «una delle personalità di maggiore rilievo del cinema contemporaneo».